# Apanteles schoutedeni
Apanteles schoutedeni är en stekelart som beskrevs av De Saeger 1941. Apanteles schoutedeni ingår i släktet Apanteles och familjen bracksteklar. Inga underarter finns listade i Catalogue of Life.